# Označení hvězd

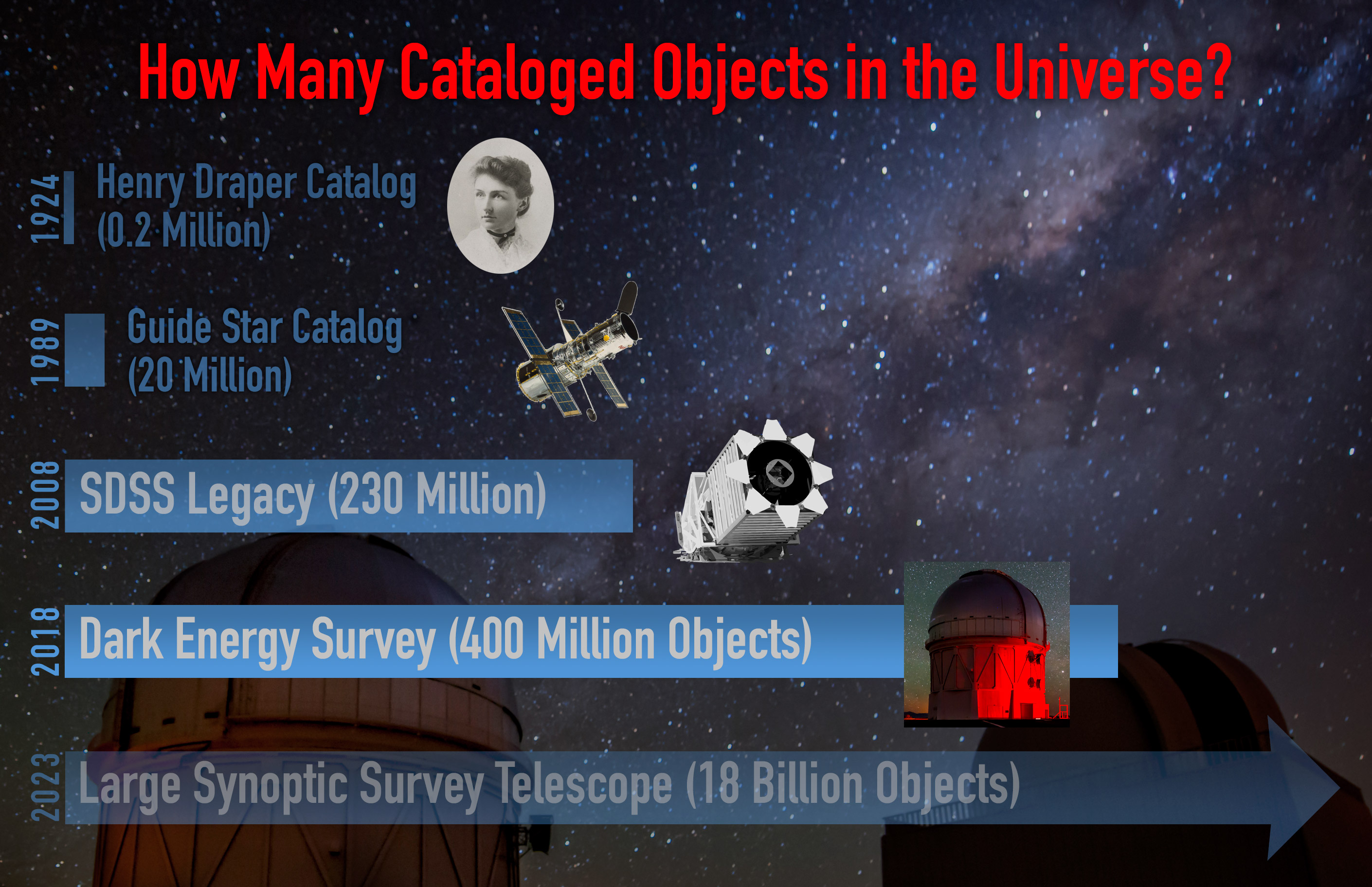
Trend neustále rostoucího počtu katalogizovaných objektů ve vesmíru

V astronomii mají hvězdy různá označení a jména, která zahrnují katalogová označení, současná i historická vlastní jména hvězd, a názvy v cizích jazycích. Označení hvězd, stejně jako označení ostatních astronomických objektů, je pro astronomy důležitou informací při vyhledávání hvězd, jejich evidenci, výzkumu i při komunikaci s ostatními astronomy.
Jen velmi malé procento známých hvězd má vlastní jména, všechny ostatní mají označení z různých katalogů nebo seznamů, například písmeno řecké nebo anglické abecedy, číslo nebo mají kombinaci písmen a číslic, například V0543Lyr nebo HD173936. 
Není neobvyklé, že hvězda se nachází ve více hvězdných katalozích a má i vlastní jméno, což vede k více označením téže hvězdy. Příkladem je proměnná hvězda Algol v souhvězdí Persea. Algol byl dříve známý také jako Gorgona či Ďábelská hvězda a mezi další označení patří β Persei, HD19356, HIP 14576, SAO 38592 a mnoho dalších katalogových označení.
Hipparchos ve 2. století př. n. l. zaznamenal asi 850 hvězd viditelných pouhým okem. Johann Bayer v roce 1603 uvedl přibližně dvojnásobný počet. Teprve v 19. století začaly hvězdné katalogy zahrnovat všechny hvězdy viditelné pouhým okem. Bright Star Catalogue, katalog zahrnující všechny hvězdy jasnější než zdánlivá hvězdná velikost 6,5, tedy zhruba všechny hvězdy viditelné okem ze Země, obsahuje 9 096 hvězd. Moderní katalogy obsahují na miliardu hvězd, což je jen zlomek z odhadovaných 200 až 400 miliard hvězd v Mléčné dráze. Většina z hvězd však nemá žádné jméno a je identifikována – pokud vůbec – podle katalogových čísel.

## Vlastní jména
Některá jména hvězd dávají určitý smysl, například Polárka (Severní hvězda), ve většině případů však jména hvězd působí poněkud neobvykle až exoticky. Moderní astronomie má své kořeny před téměř 4 000 lety ve starověkém Babylónu. Ačkoli v této době dosáhla astronomie vysoké úrovně i v jiných kulturách, včetně Číny a Indie v Asii, u Aztéků a Inků ve Střední a Jižní Americe, je to právě astronomie starověkých Babylóňanů, Řeků a Římanů, která se nakonec stala zásadní pro označení souhvězdí a hvězd.
Mnoho hvězd má arabská jména, která pocházejí z Babylonu. Vysvětlit jména hvězd, která jsou arabského původu není snadné. Zásadní překážkou je středověký latinský, často velmi zkomolený přepis arabských názvů, k čemuž docházelo v některých případech překladem několikrát tam a zpět mezi arabštinou a řečtinou nebo latinou (např. přepis hvězdy Almach jako Almaach nebo Almak nebo Alamak). Dalším problémem je právě arabština sama, především její fonetika a hlásky, které se mnohdy dají těžko vyslovit a interpretovat. Nemalou zvláštností je pak i arabské chápání hvězdného nebe, které se často odráží právě ve jménech hvězd. Arabský člen „Al“ (odpovídající anglickému členu určitému „the“) naznačuje, že jména hvězd začínající na „Al“ pocházejí z arabštiny. Příkladem je Alkor („ten slabý“) a Aldebaran („následovník“ (Plejád)). Hvězdná jména odvozená z arabštiny nejsou výlučně ta, která začínají na „Al“. Mnoho, ne-li většina pojmenovaných hvězd pozorovaných ze severní polokoule má arabský původ.. 
Mezinárodní astronomická unie (IAU) založila v květnu 2016 Pracovní skupinu pro jména hvězd (WGSN), jejímž úkolem je katalogizovat a standardizovat vlastní jména hvězd pro mezinárodní astronomickou komunitu a která působí v rámci Divize C – Vzdělávání, osvěta a dědictví. Tato skupina se skládala z astronomů z celého světa, aby poskytla různorodý pohled na určení oficiálního jména hvězdy. Vzhledem k tomu, že neexistuje žádný oficiální společný odkaz na jména a jejich hláskování, měla tato skupina za úkol určit, jaký bude oficiální jméno hvězdy, zajistit, aby žádné dvě hvězdy neměly úplně stejný jméno, a jak se bude jméno psát. Počínaje nejjasnějšími a nejznámějšími hvězdami stanovila WGSN oficiální jméno a pravopis pojmenovaných hvězd.
IAU v dokumentu o jménech hvězd také uvádí, že je třeba rozlišovat mezi pojmy jméno a označení. Jméno se vztahuje k (obvykle hovorovému) abecednímu označení hvězdy v každodenní konverzaci (např. Vega), zatímco označení je výhradně alfanumerické a používá se téměř výhradně v oficiálních katalozích a pro profesionální astronomii. WGSN také poznamenává, že transliterované Bayerovo označení (např. Tau Ceti) je považováno za zvláštní historický případ a je chápáno jako označení a ne vlastní jméno hvězdy. 
V roce 1971 NASA sestavila „technickou zprávu“, která obsahovala celkem 537 jmen hvězd. Tato jména často trpěla několika problémy:
- Mnoho hvězd mělo více než jedno jméno srovnatelné popularity (Mirfak nebo Algenib nebo Alcheb; Regor nebo Suhail al Muhlif).
- Kvůli nepřesnostem ve starých hvězdných katalozích nebylo vždy jasné, kterou hvězdu daný název označuje (např. Alniyat mohl označovat Sigma Scorpii nebo Tau Scorpii).
- Některé hvězdy v úplně jiných souhvězdích měly stejný název: Algenib v Perseu a Algenib v Pegasu; Gienah v Labuti a Gienah v Havranovi.

Skupina WGSN vydává od roku 2016 postupně několik bulletinů a seznamů vlastních jmen hvězd a ve spolupráci s projektem NameExoWorlds nabízí všem zemím možnost pojmenovat jednu exoplanetu a její hostitelskou hvězdu. Této kampaně se zúčastnila i Česká republika a IAU v roce 2019 schválila jméno Absolutno (podle Čapkova románu Továrna na absolutno) pro hvězdu XO-5 v souhvězdí Rysa a jméno příslušné exoplanety XO-5b na Makropulos.
Aktuální seznam vlastních jmen hvězd publikuje IAU, v lednu 2025 seznam obsahoval 493 vlastních jmen hvězd.
V roce 2020 WGSN provedla etymologický přehled schválených hvězdných jmen a představila statistickou analýzu s ohledem na jejich původ v kultuře a historické epoše. Bylo analyzováno 449 hvězdných jmen přijatých WGSN pro IAU. S výjimkou 28 % z kampaní IAU NameExoWorlds, pocházely původní jazyky zbývajících jmen z arabštiny (44,3 %), latiny (6,5 %), řečtiny (4,9 %) a čínštiny (2,4 %). V případě 2,2 % nebylo nejasné, z jakého jazyka název pochází, a u zbývajících 41,9 % hvězdných jmen IAU se žádný jazyk nepodílí na vzniku více než 2 %. Kromě arabských názvů existuje nejméně 22 dalších jazyků, které zřejmě přispěly svými názvy. U 375 ze 449 hvězd byl také proveden předběžný průzkum historických epoch vzniku jmen. Ze 449 hvězdných jmen pochází 37,7 % z kampaní IAU NameExoWorlds, 3,3 % jsou jména domorodá a u 16,5 % nebyla historická epocha dosud určena. Ze zbývajících 42,5 % vzorku s určitelnou epochou původu bylo: 7,1 % z dob „nedávných“ (pozdějších než 1800 n. l.), 35,0 % z dob „renesančních“ (volně pokrývajících 1500-1800 n. l.), 11,0 % byly „středověké“ (500 až 1500 n. l.) názvy, 14,8 % bylo „starověkých“ (500 př. n. l. až 500 n. l.), 0,3 % pocházelo z dřívějšího období 1. tisíciletí př. n. l. a 2,1 % z 2. tisíciletí př. n. l.
WGSN přijala předběžné pokyny pro jednoznačná jména hvězd. Základní pravidla jsou:
- Jména by měla být vyslovitelná v nějakém jazyce a neměla by být urážlivá
- Jména by neměla být příliš podobná existujícím názvům hvězd, planet, měsíců nebo menších planet
- Jména osob jsou u jasných hvězd zakázána, s výjimkou vzácných případů s prokazatelným historickým významem a rozsáhlým mezinárodním rozšířením
- Názvy událostí, které jsou známé především díky politickým nebo vojenským aktivitám, jsou zakázány
- Názvy ryze nebo převážně komerční povahy jsou zakázány
- Názvy domácích zvířat jsou zakázány
- U vlastních jmen jsou zakázány zkratky nebo názvy založené na zkratkách
- Vlastní jména se transliterují do latinky, s počátečním velkým písmenem a nikdy neobsahují číslice. Interpunkční znaménka se nedoporučují. Názvy budou uváděny v latince, ale v případě potřeby mohou být názvy uváděny s původními diakritickými znaménky a akcenty.
- WGSN uznává názvy exoplanet a jejich hostitelských hvězd schválené pracovní skupinou EC WG Public Naming of Planets and Planetary Satellites

U vícenásobných systémů se WGSN rozhodla přidělovat vlastní jména jednotlivým hvězdám, nikoli celému systému. Například název Fomalhaut se vztahuje konkrétně na jasnou složku Fomalhaut A tříhvězdného systému. Jiné názvy, které se často připisují ostatním složkám (např. Fomalhaut B), jsou považovány za neoficiální a nejsou zahrnuty do Seznamu hvězdných jmen schválených IAU. V Seznamu jsou složky jasně identifikovány podle svých identifikátorů ve Washingtonském katalogu dvojhvězd. Tam, kde písmeno složky není výslovně uvedeno, se podle WGSN má jméno chápat jako přiřazené vizuálně nejjasnější složce.
V posledních několika staletích byl malý počet hvězd pojmenován také po jednotlivých lidech. Existují asi dvě desítky hvězd, které mají historická jména nebo které byly pojmenovány na počest astronomů. Kromě toho má mnoho hvězd katalogová označení, která obsahují jméno jejich sestavovatele nebo objevitele. Patří sem například Gliese, Wolf, Ross, Bradley, Piazzi, GLacaille, Struve, Groombridge, Lalande, Krueger, Mayer, Gould, Luyten a další. Například hvězdu Wolf 359 objevil a katalogizoval Max Wolf. 
Většinou se jedná o běžně užívané názvy, které byly v určitém okamžiku převzaty vědeckou komunitou (IAU). Prvním takovým případem byl Cor Caroli (α CVn), pojmenovaný v 17. století po anglickém králi Karlu I. Zbývající příklady jsou většinou pojmenovány po astronomech, nejznámější jsou pravděpodobně Barnardova hvězda, Kapteynova hvězda a Tabbyina hvězda. V rámci projektu NameExoWorlds byly např. pojmenovány hvězdy Mý Arae jako Cervantes a hvězda 55 Cancri A jako Koperník. Kromě několika málo hvězd oficiálně schválených IAU, a pomineme-li komerční pokusy, existují další hvězdy pojmenované po jednotlivcích. První skupinou jsou hvězdy pojmenované přímo po osobě, která je s nimi nějakým způsobem spojena, např. Baadeho hvězda známá spíše jako Krabí pulsar. Druhou skupinou tvoří hězdy, které jsou pojmenovány po nějakém jednotlivci, ale bez toho, aby to bylo výslovně uvedeno, např. proměnná hvězda V369 (nebo V1143) v Orionu uvedená jako Suganova hvězda v katalogu proměnných hvězd.
IAU neuznává komerční praxi společností zabývajícími se prodejem hvězd a jejich jmen.
Existuje řada nevědeckých společností, které v rámci svých soukromých katalogů nabízejí přiřazení personalizovaných přezdívek hvězdám. Tyto přezdívky používá pouze daná společnost a jsou k dispozici pouze na jejích webových stránkách nebo na zakoupeném zboží. Tyto názvy přes komerční subjekty nejsou uznávány astronomickou komunitou ani konkurenčními společnostmi, které hvězdy pojmenovávají.

## Katalogová označení
Díky stále výkonnějším dalekohledům je vidět mnohem více hvězd – mnohem více, než by se dalo pojmenovat. Místo toho hvězdy obdržely označení z různých katalogů hvězd a hvězdných map. V historii astronomie vzniklo velké množství katalogů hvězd. Různé katalogy odrážejí různé zájmy o oblohu v průběhu historie a také změny v technologiích. Vytvoření katalogu hvězd je náročný úkol, který vyžaduje jasné zdůvodnění a také nejnovější přístrojové vybavení.

### Podle souhvězdí
První moderní schémata pro označování hvězd vznikaly v rámci jejich souhvězdí. 
Bayerovo označení
Bayerovo označení je nejběžnější způsob označení jasnějších hvězd. Zavedl ho německý astronom Johann Bayer na přelomu šestnáctého a sedmnáctého století. Bayer vylepšil Ptolemaiův katalog hvězd Almagest z roku 150 a v roce 1603 vytvořil nový atlas hvězd Uranometria, kde zavedl svůj způsob označení používaný i v moderní atronomii. V tomto atlasu aktualizoval 48 souhvězdí uvedených v Almagestu o dalších 12 souhvězdí z jižní polokoule. Původní Bayerův seznam obsahoval 1 564 hvězd, přičemž další hvězdy z jižní oblohy byly přidány pozdějšími astronomy.
Protože Bayer katalog sestavil ještě před vynálezem dalekohledu, jsou všechny označené hvězdy jasnější než šestá hvězdná velikost. Bayerovo označení přiřazuje hvězdě malé řecké písmeno, za nímž následuje latinský název jejího mateřského souhvězdí, přičemž jméno souhvězdí je ve 2. pádu, např. δ Leonis. Obecně platí, že hvězdy dostávají svá označení řeckým písmenem podle zdánlivé hvězdné velikosti, počínaje α pro nejjasnější, β pro druhou nejjasnější atd. Kromě toho se často používá třípísmenná zkratka souhvězdí, např. α And. Vzhledem k tomu, že je k dispozici pouze 24 řeckých písmen, vyskytly se případy, kdy byla zapotřebí další písmena. Když Bayer vypotřeboval 24 řeckých písmen, pokračoval latinským velkým písmenem „A“ a případně dále malými písmeny b až z, např. s Carinae. Pokud se později ukázalo, že hvězda je dvojhvězda nebo vícenásobná hvězda, přidává se k písmenu číselný horní index, například ω1 Aquilae a ω2 Aquilae.
Flamsteedovo označení
Flamsteedovo označení hvězd také označuje hvězdy podle souhvězdí, ale spíše podle čísel než podle písmen, a řadí hvězdy podle rostoucí rektascenze od východu k západu. V době, kdy byla publikována Ptolemaiova Uranometrie, se na scéně objevil astronomický dalekohled a s ním i možnost vidět mnohem slabší hvězdy, než jaké bylo možné spatřit pouhým okem. Královský astronom John Flamsteed využil tohoto významného pokroku a sestavil katalog hvězd, který obsahoval přibližně 3 000 hvězd, nejslabší hvězdy v katalogu jsou 8. magnitudy. Jeho hvězdný katalog s názvem Historia Coelestis Britannica vyšel posmrtně v roce 1725. O čtyři roky později byl vydán doprovodný hvězdný atlas s názvem Atlas Coelestis.
Flamsteedovo označení přiřazuje hvězdám arabská čísla na základě jejich rektascenze následovaná genitivem nebo zkratkou latinského názvu souhvězdí, např. 79 Cnc. Tento systém je obvykle používán pro slabší hvězdy, které Bayerův katalog nezahrnuje, nebo když Bayerovo označení používá číselné horní indexy, jako například u Rho¹ Cancri (55 Cancri). Toto označení, které je také známé jako Flamsteedovo číslo, však Flamsteed nezavedl. Označení hvězd zavedl až později francouzský astronom J. J. Lalande ve svém katalogu Éphémérides des mouvemens célestes v roce 1783. Lalande do svého katalogu přidal sloupec a očísloval jednotlivé hvězdy v pořadí, které určil Flamsteed. Tato čísla se později stala Flamsteedovým číslem.
Gouldovo označení
Bayerovo a Flamsteedovo označení jsou v astronomii nejpoužívanější systémy označení jasných hvězd v souhvězdích. Gouldovo označení hvězd je označení jasnějších hvězd viditelných z jižní polokoule, které zavedl Benjamin Apthorp Gould v roce 1879. Gouldovo označení je podobné Flamsteedovu označení, protože také označuje hvězdy v souhvězdí v rostoucím pořadí rektascenze. Každé hvězdě je přiřazeno celé číslo (počínaje 1), za kterým následuje „G. “ a pak latinský genitiv souhvězdí, ve kterém hvězda leží, např. 82 G. Eridani. Gouldův katalog Uranometria Argentina obsahoval 7 756 hvězd.

### Katalogy celé oblohy
Bayer a Flamsteed mezi sebou pokryli jen několik tisíc hvězd. V modernější době se začaly tvořit tzv. celooblohové katalogy, které se snaží evidovat všechny viditelné hvězdy na obloze. Hvězd rozlišitelných dalekohledy 21. století jsou však stovky miliard, takže je to nesplnitelný cíl. U tohoto druhu katalogu se tak obvykle evidují hvězdy podle určitých vlastností, například hvězdy jasnější než určitá hvězdná velikost nebo hvězdy do určité vzdálenosti od Slunce apod. Obecně tyto katalogy hvězd oddělují označení hvězd od jejího souhvězdí a místo toho obdržely označení z různých katalogů hvězd. Historických hvězdných katalogů bylo vytvořeno mnoho a moderní hvězdné katalogy, většinou v elektronické podobě, vznikají pravidelně s tím, jak se provádějí nové průzkumy oblohy.
Cílem IAU je zajistit jednoznačnost přidělených názvů a označení hvězd. Všechna označení hvězd v moderních hvězdných katalozích začínají prefixem (např. SAO), kterou IAU udržuje celosvětově unikátní. Různé hvězdné katalogy pak mají různé konvence pro pojmenování toho, co následuje za zkratkou, ale moderní katalogy mají tendenci dodržovat soubor obecných pravidel pro používané formáty.
Mezi nejvýznamnější moderní katalogy hvězd patří:
- LAL – Jérôme Lalande vydal v roce 1801 knihu Histoire céleste française, která mimo jiné obsahovala rozsáhlý katalog hvězd. Pozorování byla prováděna z pařížské hvězdárny, a proto popisuje převážně severní hvězdy. Tento katalog obsahoval polohy a hvězdné velikosti 47 390 hvězd až do 9. hvězdné velikosti a byl do té doby nejúplnějším katalogem. Významné přepracování tohoto katalogu provedené Lalandovými následovníky v roce 1846 doplnilo hvězdy o referenční čísla, která se dodnes používají pro označení některých z těchto hvězd. Díky dobré přesnosti tohoto katalogu jej hvězdárny na celém světě běžně používaly jako vzorový po celé 19. století. Databáze SIMBAD používá katalogové označení ve formátu LAL NNNNN, kde NNNNN je referenční číslo katalogu z roku 1847, od 1 do 47 390[25].

- BD/CD/SD/CPD – Jedny z prvních moderních velkých katalogů hvězd byly publikovány postupně v letech 1852 až 1896. Jedná se o Bonner Durchmusterung (katalogové označení BD), který se zaměřil především na severní hvězdnou oblohu a původně zahrnoval 320 000 hvězd do přibližné zdánlivé hvězdné velikosti 9,5. Příkladem označení je BD +88°8, což je hvězda známá jako Polárka. V roce 1886 se dočkal katalog rozšíření o část jižní hvězdné oblohy – katalog Südliche Durchmusterung (SD). V roce 1892 byl doplněn o katalog Cordoba Durchmusterung obsahující 580 000 hvězd zbytku jižní oblohy a v roce 1896 byl doplněn o 450 000 hvězd v astrometrickém průzkumu Cape Photographic Durchmusterung pokrývajícím deklinace -18 až -90. Katalogové označení může mít různé varianty, např. CD−31 19142, CPD-55 10147, BD+57 150A, BD +32 1234.

- HD/HDE – Označení hvězd podle katalogu Henry Draper Catalogue je i v moderní astronomii velmi populární, především pro hvězdy, které nemají označení Flamsteedovo nebo Bayerovo. Byl vytvořen na počátku 20. století na Observatoři Harvardovy univerzity a obsahuje údaje o hvězdách do 9. hvězdné velikosti, včetně jejich spektrální klasifikace. Spolu s dalšími rozšířeními (HDE, HDEC) katalog obsahuje asi 359 000 hvězd, které se označují prefixem HD následovaným katalogovým číslem. Například hvězda označená jako HD8890 je Polárka .

- BS, YBS, HR – Katalog jasných hvězd Bright Star katalog z roku 1930 eviduje 9 095 hvězd jasnějších než 6,5. magnituda. V roce 1983 byl doplněn o 2 603 hvězd do 7,1 magnitudy. Zkratka pro katalog jako celek je BS nebo YBS, ale všechny citace hvězd, které indexuje, používají před katalogovým číslem označení „HR“, což je pocta přímému předchůdci katalogu, který vyšel v roce 1908 a jmenoval se Harvard Revised Photometry Catalogue. Hvězda Polárka má v tomto katalogu označení HR424.

- SAO – Katalog SAO (Smithsonian Astrophysical Observatory Star Catalog) obsahuje informace o 258 996 hvězdách s přesnými měřeními jejich poloh a vlastních pohybů. Katalog je poměrně úplný až do vizuální magnitudy 9,0, se 4 503 hvězdami slabšími než 10. magnituda. SAO katalog má klíčový význam nejen pro astrometrii, ale i pro další obory astronomie a zůstává důležitým zdrojem pro sledování dlouhodobých pohybů hvězd. Hvězdy v katalogu SAO mají označení „SAO“ následované katalogovým číslem, například SAO 308 je hvězda Polárka.

- HIP – Katalog Hipparcos obsahuje informace o 118 218 hvězdách s průměrnou přesností polohy 0,001 obloukové vteřiny. Kromě polohy obsahuje katalog také údaje o vlastním pohybu hvězdy a o jasnosti hvězd v různých pásmech. Hvězdy z této databáze mají označení „HIP “ následované číslem položky, například HIP 1354 je Polárka.

- TYC – Katalog Tycho vznikl během mise Hipparcos v letech 1989 až 1993. Katalog obsahoval údaje o 1 058 332 hvězdách. Na základě stejných pozorování jako Tycho byl výzkumný tým schopen zlepšit techniky redukce a rozšířit tento katalog na Katalog Tycho-2 publikovaný v roce 2000. Tento katalog má více než 2,5 milionu záznamů a obsahuje 99 % hvězd až do 11. magnitudy. Hvězdy v katalogu Tycho-2 obdržely označení „TYC“ následované třemi číselnými údaji, např. označení TYC 4628-237-1 je Polárka.

### Proměnné hvězdy
Proměnné hvězdy jsou hvězdy, jejichž jasnost se mění v čase. Tyto změny mohou být způsobeny:
- Vnitřními procesy (například pulzace u cefeid).
- Vnějšími faktory (například hvězda zakrytá obíhajícím tělesem, jako u zakrytových dvojhvězd).

Proměnným hvězdám, které nemají Bayerovo označení, se obvykle přiřazuje označení podle schématu, které je založeno na variantě Bayerova formátu označení, přičemž identifikační značka předchází latinskému genitivu názvu souhvězdí, v němž hvězda leží. Identifikační značka může být jedno nebo dvě latinská písmena nebo písmeno „V“ plus číslo (např. V399). Tento systém vznikl v 19. století a má několik zásadních pravidel:
- První objevené proměnné hvězdy v daném souhvězdí dostávají označení R, S, T a tak dále, až do Z. Např. R Cygni.
- Následují dvojice přechozích písmen: RR až RZ, pak SS až SZ, TT až TZ, a tak dále, až do ZZ. Např. YZ Ceti.
- Po vyčerpání dvojpísmenných kombinací přicházejí označení jako AA až AZ, BB až BZ, CC až CZ a tak dále, dokud se nedosáhne QZ.
- Po vyčerpání všech 334 kombinacích písmen se začnou pojmenovávat hvězdy jako V335, V336 atd. Např. V838 Monocerotis.

Mezinárodní astronomická unie pověřuje označováním proměnných hvězd Šternbergův astronomický institut v Moskvě, který vydává tzv. GCVS katalog.

### Novy a supernovy
Hvězdné exploze, zvané novy a supernovy, jsou přechodná zjasnění, která se mohou objevovat pravidelně nebo nepravidelně, případně se objeví na krátkou dobu a zmizí. Tyto hvězdné exploze používají poněkud jiný  systém označení než proměnné hvězdy. Novám se přiřazují označení podle souhvězdí spolu s rokem, kdy došlo k jejich vzplanutí, např. Nova Cygni 1992, a později se jim přiřazují označení proměnných hvězd podle katalogu GCVS. Nova Cygni 1992 je tak označení exploze proměnné hvězdy V1974 Cygni, která vzplanula v roce 1992. 
Supernovy jsou také označovány podle roku svého vzniku spolu s písmeny „SN“ a dalším velkým písmenem, např. supernova SN 1987A. Označení dvojicí malých písmen (např. SN 1997bs) se používá, pokud je jeden rok mimořádně bohatý na události spojené se supernovami. Když se vyčerpá označení s dvojicí malých písmen, používá se označení s trojitými malými písmeny (např. SN 2022hrs) atd. Od roku 2016 se na serveru Transient Name Server při hlášení podezření na supernovu uvádí označení AT (Astronomical Transient) (např. AT 2016A), a pokud je supernova spektroskopicky potvrzena jako supernova, přejmenuje se na označení SN (např. SN 2016A).

### Moderní označení exoplanetárních hvězd
S objevem exoplanet bylo nutné vytvořit nové označovací systémy pro hvězdy, kolem kterých tyto planety obíhají. Většina z nich dostává jména podle projektu nebo observatoře, která exoplanetu objevila, například:
- HAT-P-1: hvězda objevená v rámci projektu Hungarian Automated Telescope.
- WASP-12: hvězda objevená teleskopem Wide Angle Search for Planets.
- TRAPPIST-1: hvězda s planetární soustavou objevená projektem TRAPPIST.

Každý systém následně přiděluje planetám písmena: první objevená planeta je označena jako „b“, následuje „c“, „d“ atd.

## Binární a vícenásobné systémy
Hvězdy ve dvojhvězdných nebo vícenásobných systémech se obvykle označují velkými písmeny latinské abecedy, pokud má hvězda běžné vlastní jméno, Bayerovo nebo Flamsteedovo označení, nebo katalogové číslo. Například nejjasnější hvězda na obloze, Sírius, má složku bílého trpaslíka, který může být označen jako Sírius B, Alfa CMa B, HD 48915 B.

## Shrnutí
Označování hvězd představuje dlouhou tradici, která sahá od starověkých pojmenování jasných hvězd až po moderní katalogy zahrnující miliardy objektů. Díky rozvoji technologií, jako je mise Gaia nebo projekty na objevování exoplanet, můžeme sledovat hvězdy s vysokou přesností a získávat o nich nové informace. Moderní označovací systémy, ať už se jedná o Bayerova označení, Flamsteedova čísla nebo katalogy jako Henry Draper Catalogue, zajišťují jasné a systematické pojmenování, které usnadňuje práci astronomů na celém světě.